# Hemiercus inflatus
Hemiercus inflatus là một loài nhện trong họ Theraphosidae.
Loài này thuộc chi Hemiercus. Hemiercus inflatus được Eugène Simon miêu tả năm 1889.